# Abraham Goldberg (dziennikarz)

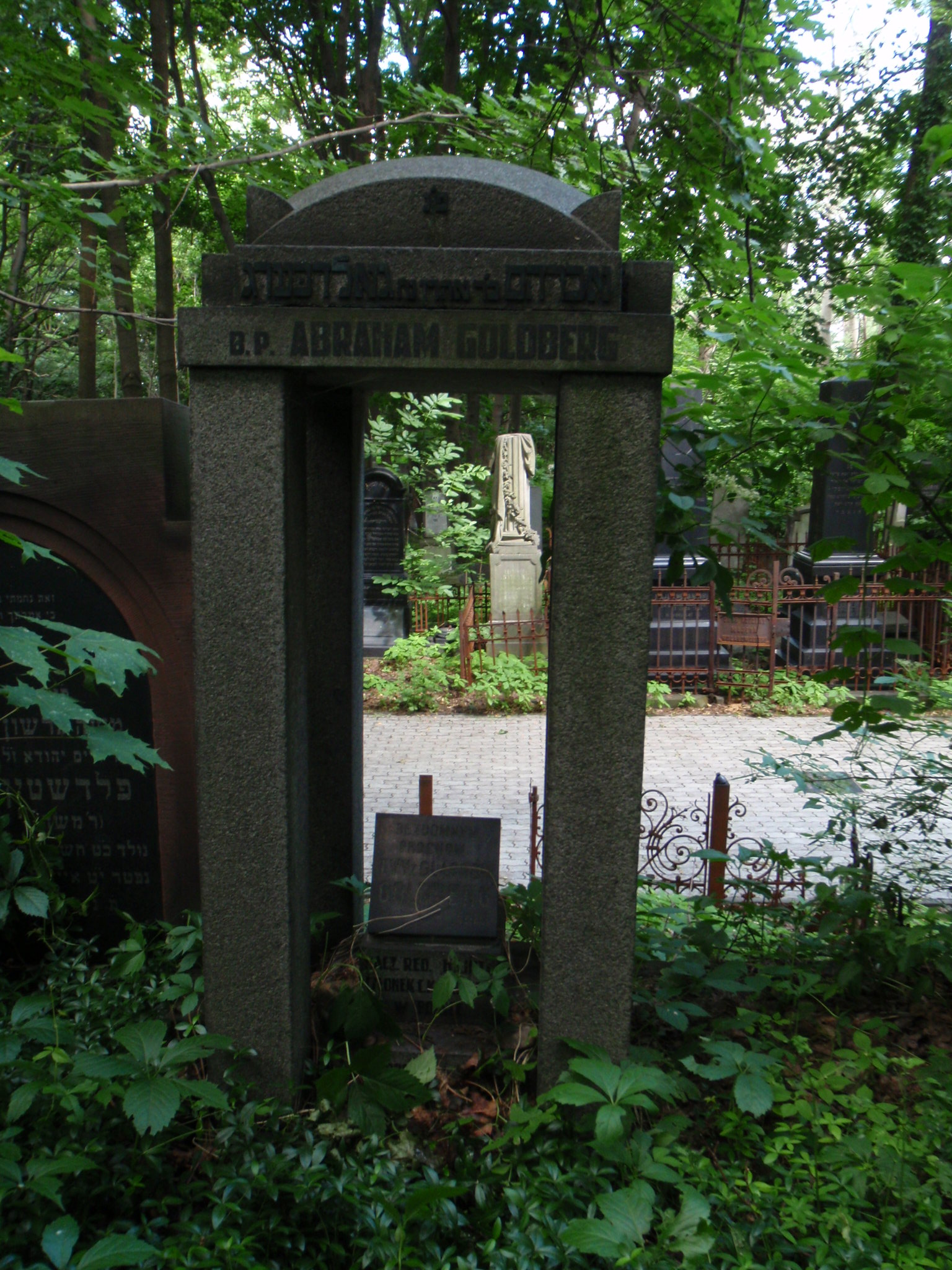
Grób Abrahama Goldberga na cmentarzu żydowskim w Warszawie

Abraham Goldberg (hebr אברהם גולדברג, ur. 29 września 1880 w Kosowie Poleskim, zm. 24 października 1933 w Warszawie) – polski dziennikarz i publicysta żydowskiego pochodzenia, działacz syjonistyczny.

## Życiorys
Urodził się w żydowskiej rodzinie jako syn Arona i Fajgi Goldbergów. Część członków rodziny używała równolegle nazwiska Borejsza, jego bratem był Menachem Borejsza. 
Był żonaty z Anną Różańską (zm. 1927), z którą miał trójkę dzieci: Julię (zginęła w Holokauście), Beniamina vel Jerzego Borejszę i Józefa vel Jacka Różańskiego.
Abraham Goldberg pracował początkowo w różnych gazetach rosyjskich. Pracował także w Hacefirze. W 1908 rozpoczął pracę w Hajncie, w którym pracował do końca życia. Po pewnym czasie został redaktorem naczelnym gazety. Wcześniej jednak był korespondentem prasowym. Relacjonował głośną sprawę Bejlisa oraz posiedzenia odrodzonego w niepodległej Polsce Sejmu. Należał do Komitetu Centralnego Organizacji Syjonistycznej, był jednym z założycieli organizacji Szul-Kult.
Zmarł na atak serca. Jest pochowany na cmentarzu żydowskim przy ulicy Okopowej w Warszawie (kwatera 31, rząd 2). Jego nagrobek jest dziełem rzeźbiarza Abrahama Ostrzegi.